# Tatrín

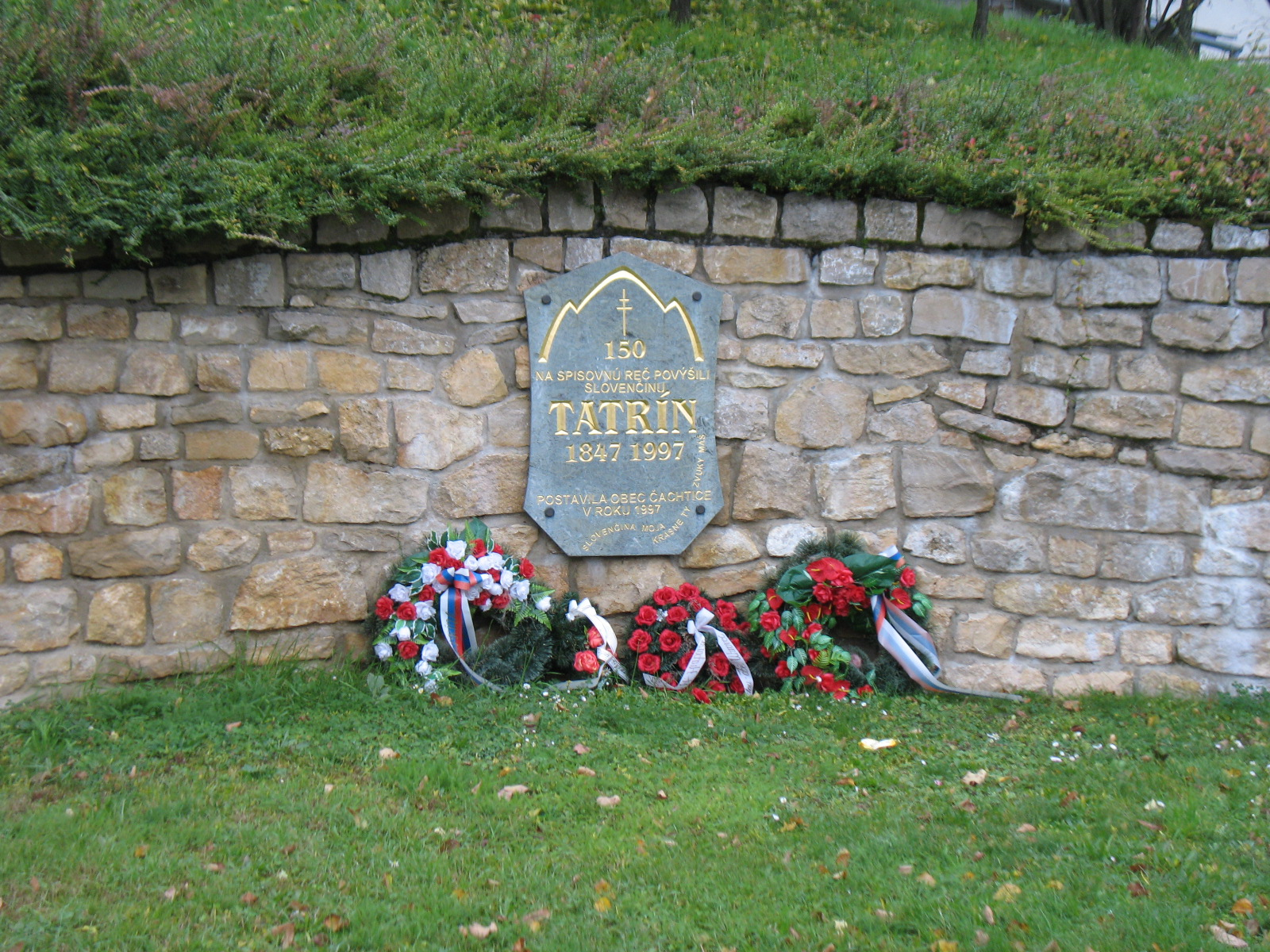
Targa commemorativa a Čachtice.

Tatrín fu un'associazione culturale slovacca, che ebbe rilevanza nel processo di definizione dell'identità nazionale negli anni a cavallo della rivoluzione del 1848. Scopo dell'associazione era quello di fomentare e sviluppare la vita culturale in Slovacchia, soprattutto mediante la pubblicazione e la distribuzione di libri in lingua slovacca e il sostegno di studenti slovacchi. Ebbe un ruolo importante nella codificazione della lingua slovacca letteraria.

## Prima riunione
L'associazione fu fondata per iniziativa di Ľudovít Štúr nella riunione di Liptovský Svätý Mikuláš svoltasi fra il 26 e il 28 agosto 1844. Divenne primo presidente Michal Miloslav Hodža, e tesoriere Gašpar Fejérpataky-Belopotocký. Consiglieri furono Ľudovít Štúr, Jozef Miloslav Hurban, Ctiboh Zoch e Matej Tučka.
Pubblicarono Pozvanie ("Invito"), in cui rivolsero a tutti i connazionali l'invito ad aderire all'associazione:
(Pozvanie)

## Seconda riunione
Ebbe luogo il 6 agosto 1845 a Liptovský Svätý Mikuláš.

## Terza riunione
Si svolse il 16-17 settembre 1846 ancora a Liptovský Svätý Mikuláš. Nella riunione fu approvata la proposta di collezionare antichità slovacche e di pubblicare un giornale di divulgazione popolare. Poiché il Consiglio regio non voleva concedere a Tatrín la licenza di stampare, perché l'associazione non era ancora stata autorizzata, l'assemblea presentò una petizione. Fu perciò scelta una deputazione, per presentare la petizione al governatore e al governo di Vienna.

## Quarta riunione
Si sarebbe dovuta tenere a Nové Mesto nad Váhom, ma non si trovò un locale idoneo, perciò fu accettato l'invito di Jozef Urbanovský alla parrocchia di Čachtice. La riunione ebbe luogo il 9-10 agosto 1847. Secondo il verbale erano presenti 61 persone. Le importanti personalità convenute si accordarono sull'ortografia slovacca e decisero di "elevare lo slovacco scritto al rango di lingua", stabilendo i principii dell'ortografia. Fu qui accolto anche il concetto del principio etimologico.
Parteciparono fra gli altri Michal Miloslav Hodža, Ľudovít Štúr, Jozef Miloslav Hurban, Ján Kalinčiak, Ján Francisci-Rimavský, Andrej Caban, Eugen Gerometta, Jozef Ščasný, Ctiboh Zoch, Samo Bohdan Hroboň, Martin Hattala.
L'associazione si sciolse nel 1848.